# مرنغلوي بزرغ
مرنغلوي بزرغ هي قرية في مقاطعة أرومية، إيران. يقدر عدد سكانها بـ 428 نسمة بحسب إحصاء 2016.